# Tsintaosaurus
A Tsintaosaurus (nevének jelentése 'Csingtao (Qingdao)-gyík', a régi írásmódot, a 'Tsingtao'-t felhasználva) a hadrosaurida dinoszauruszok egyik neme, amely Kína területén élt. Körülbelül 8,3 méter hosszú volt, a tömege pedig 2,5 tonna lehetett. Típusfaja a T. spinorhinus, melyről elsőként C. C. Young készített leírást 1958-ban.
A Tsintaosaurus a hadrosauridákhoz hasonlóan jellegzetes kacsacsőrszerű pofával és készletekben elhelyezkedő erős, a növényzet rágására alkalmas fogazattal rendelkezett. Rendszerint négy lábon járt, de képes volt a hátsó lábaira állva körbenézni, illetve elmenekülni az így felfedezett ragadozók elől. A Tsintaosaurus más hadrosauridákhoz hasonlóan valószínűleg csordákban élt.

## Fejdísz

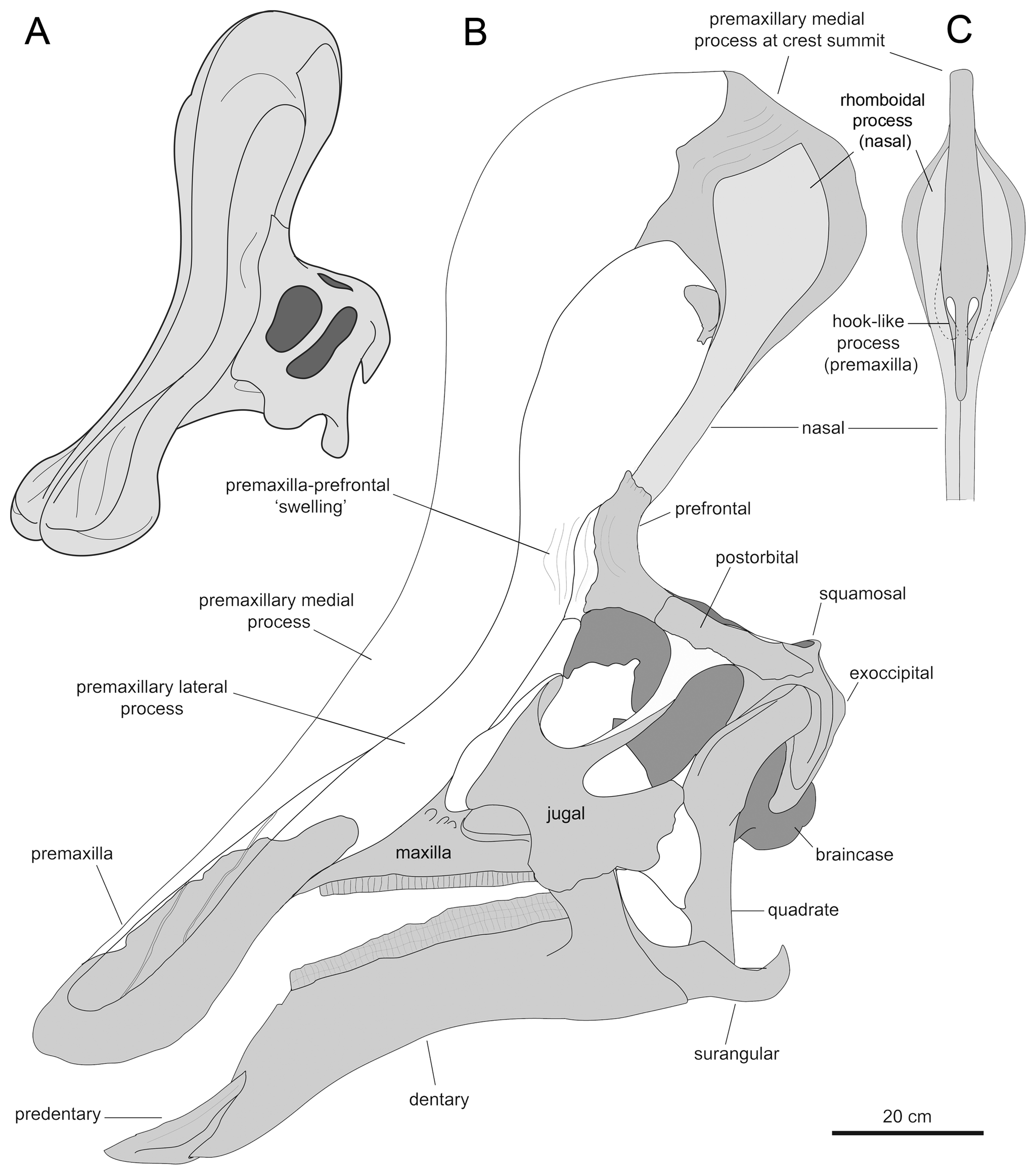
A Tsintaosaurus legújabb fejdísz rekonstrukciója

A Tsintaosaurust rendszerint egy unikornisra emlékeztető fejdísszel rekonstruálják. Az 1990-es években egyes tanulmányok kizárták a fejdísz jelenlétét, azt állítva, hogy a fejdísz valójában egy, a pofa felső részéhez tartozó törött csontdarab volt, ami felfelé fordult. A tanulmány szerint a fejdísz nélküli Tsintaosaurus valójában a hasonló, fejdísztelen hadrosaurida, a Tanius szinonimája. Azonban időközben egy második, ugyanilyen egyenes fejdíszű példányt is felfedeztek, amely megmutatta, hogy a Tsintaosaurus valóban egyedi fejdísszel rendelkezett és valószínűleg külön nembe tartozik.

## Osztályozás
A Tsintaosaurus feltehetően a két európai nemmel, a Pararhabdodonnal és a (valószínűleg a szinonimáját képező) Koutalisaurusszal együtt a Lambeosaurinae alcsalád egyik kládját alkotja.

## Felfedezés
A Tsintaosaurust Délkelet-Ázsiában a mai Santung (Shandong)ban, Kína keleti részén fedezték fel.

## Fordítás
- Ez a szócikk részben vagy egészben a Tsintaosaurus című angol Wikipédia-szócikk ezen változatának fordításán alapul.  Az eredeti cikk szerkesztőit annak laptörténete sorolja fel. Ez a jelzés csupán a megfogalmazás eredetét és a szerzői jogokat jelzi, nem szolgál a cikkben szereplő információk forrásmegjelöléseként.